# Mastodon (software)
Mastodon è un software libero e una rete sociale di microblogging decentralizzato che permette di pubblicare messaggi brevi.
Simile a X e creato nel 2016, si distingue per avere una rete di istanze (nodi della rete) indipendenti a livello di esecuzione, ciascuna avente i propri termini di servizio e le proprie regole per la riservatezza e per la moderazione, e interconnesse tra loro con il protocollo ActivityPub.

## Storia
La rete è stata creata nell'ottobre 2016 da Eugen Rochko.
Dalla versione 1.6 viene usato lo standard ActivityPub. La versione 2.5 del settembre 2018, con un'interfaccia per il profilo ridisegnata, diventa la centesima rilasciata. Dall'estate 2021 la piattaforma ha un'app ufficiale per iOS.
Cominciando a diventare noto poco a poco e continuando ad aggiungere nuove funzioni e a raggiungere nuovi sistemi operativi, con un milione di utenti nel mondo raggiunti a fine 2017 e continuando ad attirarne sempre di più per ogni decisione impopolare delle reti sociali più famose, dal 2019 ha iniziato a raggiungere una certa notorietà pubblica, con vari fork (ovvero derivazioni) via via sempre più importanti, fino al Truth social dell'allora ex presidente Donald Trump.
Nell'aprile 2022, dopo il rinnovato interesse per la piattaforma con la notizia dell'acquisizione di Twitter da parte di Elon Musk, le istituzioni europee annunciano di averla scelta per le proprie comunicazioni ufficiali, in quanto libera da pubblicità e profilazione, creando le istanze EU Voice e EU Video (simile a YouTube).

## Descrizione
Come per gli indirizzi di posta elettronica, ogni utente si collega a un'istanza specifica (@utente@istanza) di propria scelta. Permette a chiunque di ospitare il proprio nodo server nella rete (istanza), e le sue varie istanze gestite separatamente sono federate fra di loro. Queste istanze sono collegate permettendo agli utenti di diversi server di interagire tra loro senza soluzione di continuità. Mastodon fa parte del più ampio Fediverso, permettendo ai suoi utenti di interagire anche con utenti su diverse piattaforme aperte che supportano lo stesso protocollo, come PeerTube e Friendica.
Poiché non c'è un solo server centrale per Mastodon, ogni server operativo ha il proprio codice di condotta, termini di servizio e politiche di moderazione. Questo si differenzia dai tradizionali social network in quanto permette agli utenti di scegliere un server specifico con cui sono d'accordo, o di lasciare un server con cui non sono d'accordo e dalla versione 3.0 di migrare verso un'altra istanza senza perdere i followers e tutti i dati del proprio account su Mastodon.

## Funzionalità
I server Mastodon eseguono software di social networking in grado di comunicare utilizzando lo standard ActivityPub, che è stato implementato dalla versione 1.6. Un utente Mastodon può quindi interagire con gli utenti su qualsiasi altro server nel Fediverse che supporta ActivityPub.
Dalla versione 2.9.0 Mastodon offre per impostazione predefinita una modalità a colonna singola per i nuovi utenti.  In modalità avanzata Mastodon si avvicina all'esperienza utente di microblogging rappresentata da TweetDeck.
Gli utenti pubblicano messaggi di stato in forma abbreviata affinché gli altri possano vederli. In un'istanza standard di Mastodon, questi messaggi possono includere fino a 500 caratteri basati su testo, un'estensione del limite di 280 caratteri di Twitter,  sebbene numerosi server Mastodon abbiano modificato il codice sorgente per consentire un limite di caratteri più ampio. I post sono chiamati "toots" invece di "tweet", come nel caso di Twitter.
Gli utenti si uniscono a un server Mastodon specifico, piuttosto che a un singolo sito Web o applicazione. I server sono connessi come nodi in una rete e ogni server può amministrare le proprie regole, privilegi di account e se condividere messaggi da e verso altri server. Molti server hanno un tema basato su un interesse specifico. È anche comune che i server siano basati su una particolare località, regione o paese.
Mastodon include una serie di funzioni di privacy specifiche. Ogni messaggio ha una varietà di opzioni di privacy disponibili e gli utenti possono scegliere se il messaggio è pubblico o privato. I messaggi pubblici vengono visualizzati su un feed globale, noto come sequenza temporale, e i messaggi privati vengono condivisi solo sulle sequenze temporali dei follower dell'utente. I messaggi possono anche essere contrassegnati come non elencati dalle linee temporali o diretti tra utenti. Gli utenti possono anche contrassegnare i propri account come completamente privati. Nella sequenza temporale, i messaggi possono essere visualizzati con una funzione facoltativa di "avviso di contenuto", che richiede ai lettori di fare clic sul contenuto per rivelare il resto del messaggio. I server Mastodon hanno utilizzato questa funzione per nascondere spoiler, attivare avvisi e contenuti non sicuri per il lavoro (NSFW), sebbene alcuni account utilizzino la funzione per nascondere collegamenti e pensieri che altri potrebbero non voler leggere.
Mastodon aggrega i messaggi in timeline locali e federate in tempo reale. La sequenza temporale locale mostra i messaggi degli utenti su un singolo server, mentre la sequenza temporale federata mostra i messaggi su tutti i server Mastodon partecipanti. Gli utenti possono comunicare attraverso i server Mastodon collegati con nomi utente simili nel formato agli indirizzi e-mail completi.[4][5]
Mastodon utilizza la moderazione basata sulla community, in cui ogni server può limitare o filtrare i tipi di contenuto indesiderati. Ad esempio, mastodon.social e molti altri server vietano i contenuti illegali in Germania o Francia, inclusi il simbolismo nazista, la negazione dell'Olocausto e l'incitamento alla violenza contro gli ebrei. I server possono anche scegliere di limitare o filtrare i messaggi con contenuto denigratorio. Il fondatore di Mastodon Eugen Rochko (nato in Russia e con sede a Jena, in Germania) ritiene che le piccole comunità strettamente correlate affrontino i comportamenti indesiderati in modo più efficace rispetto al piccolo team di sicurezza di una grande azienda. Gli utenti possono anche bloccare e segnalare altri agli amministratori, proprio come su Twitter.
A settembre 2018, con il rilascio della versione 2.5 con pagine del profilo pubblico ridisegnate, Mastodon ha segnato la sua centesima versione. Poi, alla fine di ottobre, è uscito Mastodon 2.6, che introduce le possibilità di profili verificati e anteprime di link live e in-stream per immagini e video. Da gennaio 2019 è possibile cercare più hashtag contemporaneamente, invece di cercare un solo hashtag, come avveniva prima del rilascio della versione 2.7. La versione 2.7 ha anche capacità di moderazione più solide per gli amministratori del server e i moderatori, mentre è stata migliorata anche l'accessibilità, come il contrasto per gli utenti con problemi di vista. Nell'aprile 2019 sono stati integrati la possibilità per gli utenti di creare e votare nei sondaggi, nonché un nuovo sistema di invito per gestire le registrazioni. Dal rilascio di Mastodon 2.8.1 a maggio 2019, le immagini con avvisi sui contenuti sono, per impostazione predefinita, sfocate anziché completamente nascoste. L'aggiunta più significativa alla funzionalità di Mastodon nel giugno 2019 è stata una vista a colonna singola opzionale nella versione 2.9. Questa visualizzazione è diventata la modalità predefinita per tutti i nuovi utenti, sebbene possa essere modificata nella visualizzazione originale basata su colonne nelle preferenze di Mastodon.
Nell'agosto 2020 è stato rilasciato Mastodon 3.2. Comprendeva un riproduttore audio riprogettato con miniature personalizzate e la possibilità di aggiungere note personali al proprio profilo.
Nel luglio 2021 è stato rilasciato un client ufficiale per dispositivi iOS. Secondo la direzione del progetto, il rilascio faceva parte di uno sforzo per attirare nuovi utenti.